# August Heine (Politiker, 1842)
August Heine (* 11. Januar 1842 in Halberstadt; † 9. November 1919 ebenda) war ein deutscher sozialdemokratischer Politiker.

## Leben
Heine besuchte die Volksschule und anschließend das Realgymnasium. Danach lernte er bei seinem Vater Heinrich das Hutmacherhandwerk. Anschließend reiste er während seiner Wanderjahre durch Deutschland, Österreich, Frankreich, die Schweiz und Oberitalien. Nach seiner Rückkehr war er bis zu seinem Tod selbständiger Hutmacher in Halberstadt.
Er war politisch anfänglich Anhänger der Fortschrittspartei. Noch 1871 gab er die fortschrittlich-demokratische Halberstädter Volkszeitung heraus. Zunehmend unzufrieden mit der Fortschrittspartei wechselte er zur Sozialdemokratie. Bis zum Verbot durch das Sozialistengesetz war er Redakteur der Halberstädter Freien Presse. In den Jahren 1883 und 1884 war er Herausgeber der Halberstädter Sonntagszeitung. Auch diese fiel dem Verbot zum Opfer. Heine selbst wurde wegen Pressvergehen zu sechs Monaten Haft verurteilt. Von 1879 bis 1884 war er Mitglied der Stadtverordnetenversammlung von Halberstadt. Von 1884 bis 1887 und 1890 bis 1893 war er Mitglied des Reichstages. Außerdem verfasste er verschiedene volkstümliche Schriften und war Übersetzer von Beiträgen in französischer und englischer Sprache. Nach 1893 zog er sich aus dem politischen Leben zurück, trat aber aus Protest gegen die Bewilligung der Kriegskredite durch die Sozialdemokratie im Jahre 1914 aus der SPD aus und wandte sich der USPD zu. 1919 machte er diesen Schritt noch einmal rückgängig.